# Радоје Чупић
Радоје Чупић (Нови Сад, 3. фебруар 1958) српски је глумац и позоришни режисер.

## Биографија
Радоје Чупић је рођен 1958. године у Новом Саду. Глуму завршио на Академији уметности у Новом Саду у класи професора Дејана Мијача.
Глумио је у великом броју позоришних представа. Био је члан ансамбла Народног позоришта, Суботица, Народног позоришта, Сомбор (1985—1999), а од 1999. године стални је члан Српског народног позоришта у Новом Саду, где је првак драме.
Био директор драме у СНП-у.
Бави се и позоришном режијом. Режирао је до сада неколико представа.
Пензионисао се 160. извођењем представе Џандрљив муж у фебруару 2023.
Опробао се и на телевизији и филму.

## Позориште - улоге
- Кремен, Вилијам Шекспир: „Како вам драго или како хоћете“, режија З. Свибен;
- Јован, Ненад Прокић: „Хомоволанс“, режија Дејан Мијач;
- пијанист, Жан Ануј: „Женски оркестар“, режија Душан Јовановић;
- Транио, Вилијам Шекспир: „Укроћена горопад“, режија З. Ратковић;
- Глигорије Антанович Бакин, А. Н. Островски: „Таленти и обожаваоци“, режија Љубомир Драшкић;
- Чаруга, Р. Павловић: „Чаруга“, режија Душан Петровић;
- Фигаро, Бомарше: „Фигарова женидба“, режија Кокан Младеновић;
- Кафеџија Монталба, Еуген Кочиш: „Путовање за Нант“, режија Љубослав Мајера;
- Салијери, П. Шефер: „Амадеус“, режија Јовица Павић;
- Срета чизмар, Јован Стерија Поповић: „Зла жена“, режија Љубослав Мајера;
- Вића, Бранислав Нушић: „Сумњиво лице“, режија Јагош Марковић;
- Тригорин, А. П. Чехов: „Галеб“ режија Жанко Томић;
- Трифун Спасић, Бранислав Нушић: „Ожалошћена породица“, режија Дејан Мијач;
- Нестор Малогајски, Ђорђе Лебовић: „Раванград“, режија Дејан Мијач;
- Оберон, Вилијам Шекспир: „Сан летње ноћи“, режија Кокан Младеновић;
- Максим, Јован Стерија Поповић: „Џандрљив муж“, сопствена режија;
- Митар, Јован Стерија Поповић: „Покондирена тиква“, режија Ксенија Крнајски;
- Лаврентије, Вилијам Шекспир: „Ромео и Јулија“, режија Предраг Штрбац;
- Пандар, Вилијам Шекспир: „Троил и Кресида“, режија Лоранс Калам;
- Казанова, Артур Шницлер: „Повратак Казанове“, режија Ана Томовић;
- Михаило (Меда), Милош Радовић: „Чорба од канаринца“, режија Ненад Гвозденовић;
- Његов отац, Маја Пелевић: „Скочиђевојка“, режија Кокан Младеновић;
- Шеф полиције, Славомир Мрожек: „Полиција или чему све ово“, режија Петар Јовановић;
- Лаза Дунђерски, Вида Огњеновић: „Је ли било кнежеве вечере ?", режија Вида Огњеновић;
- Милена Марковић: „Брод за лутке“, режија Ана Томовић...

## Позориште - режије
- Данил Хармс: „Јелизавета Бам“ (Портал театар, Нови Сад);
- Бранко Милићевић-Коцкица: „Острво с благом“ (Народно позориште Сомбор);
- Радоје Чупић: „Челик“ (Народно позориште Сомбор);
- Јован Стерија Поповић: „Џандрљив муж“ (Српско народно позориште, Нови Сад);
- Виктор Лану: „Отварач“ (Позориште младих, Нови Сад);
- Тенеси Вилијамс: „Стаклена менажерија“ (Народно позориште, Сомбор);
- Александар Поповић: „Пепељуга“ (Позориште младих, Нови Сад)
- Анџеј Сараманович: „Тестостерон“ (Позориште младих, Нови Сад)

## Телевизија
- 1982 - Оштрица бријача - тв филм
- 1982 - Венеријанска раја - кратки тв филм
- 1983 - Снохватице - тв драма
- 1986 - Херој улице - тв драма
- 1991 - Театар у Срба - серија
- 1995 - Не веруј жени која пуши гитанес без филтера - кратки филм
- 2007 - Вратиће се роде - серија
- 2008 - Наша мала клиника - серија
- 2010 - Сва та равница - серија
- 2011 - Фрау Ајнштајн - тв драма
- 2012 - Монтевидео, бог те видео - серија
- 2012 - Јагодићи - серија
- 2014 - Европа, бре! - серија
- 2014 - Јагодићи: Опроштајни валцер - серија
- 2015 - Луд, збуњен, нормалан - серија
- 2016 - Вере и завере - серија
- 2016 - Слепи путник на броду лудака - тв филм
- 2017  - Убице мог оца - серија
- 2017 - Немањићи - рађање краљевине - серија
- 2019 - Швиндлери - серија
- 2020 - Калуп (ТВ серија) - серија
- 2020 - Војна академија (ТВ серија) - серија
- 2020 - Тајкун (ТВ серија) - серија
- 2020 - Јужни ветар (ТВ серија) - серија
- 2017 - 2020 - Убице мог оца - серија
- 2020 - Мочвара (ТВ серија) - серија
- 2020 - Државни службеник (ТВ серија) - серија
- 2020 - Хотел Балкан - серија
- 2020 - 12 речи - серија
- 2021 - Клан (ТВ серија) - серија
- 2021 - Бранилац - серија
- 2022- 2023 - Мама и тата се играју рата - серија
- 2023 - Сложна браћа - Некст ђенерејшн - серија
- 2021-2024 - Дрим тим (ТВ серија) - серија
- 2024 - V ефекат - серија
- 2024 - Ваздушни мост - серија
- 2024 - Круна - серија
- 2024 - Кафана на Балкану - серија

## Филм
- 1983 - Велики транспорт
- 2004 - Мемо
- 2006 - Оптимисти
- 2010 - Као рани мраз
- 2010 - Тилва Рош
- 2013 - Кругови
- 2021 - Викенд са ћалетом
- 2023 - Круна
- 2023 - Мегдан
- 2023 - Хероји Халијарда
- 2024 - Златни рез 42
- 2024 - Слобода или барбаризам

## Награде и признања
- Стеријина награда за глумачко остварење, (Кафеџија Монталба, „Путовање за Нант“ Еугена Кочиша, режија Љубослав Мајера);
- награда "Зоранов брк", на Данима „Зорана Радмиловића“ у Зајечару
- награда за најбољег глумца на Позоришном маратону у Сомбору
- годишње награде СНП-а,
- глумачке награде на Фестивалу „Љубиша Јовановић“, Шабац, на фестивалу "Дани „Боре Станковића“", Врање, диплома на Глумачким сусретима „Миливоје Живановић“, Пожаревац,
- награда публике за најбољу представу (статуета „Јованча Мицић“) на фестивалу „Дани комедије“ у Јагодини, за представу „Џандрљив муж“;
- прва награда на Данима комедије у Бијељини за представу „Џандрљив муж“

## Галерија
- Фотографије Српског народног позоришта
- Драма Повратак Казанове по новели Артура Шницлера у режији Ане Томовић, СНП, Нови Сад, 2006/2007
- Је ли било кнежеве вечере, написала и режирала Вида Огњеновић; Драма СНП-а, 2008/09; Предраг Момчиловић, Радоје Чупић
- Брод за лутке Милене Марковић у режији Ане Томовић, Драма СНП-а, Нови Сад, 2008/09
- Добар дечак Милана Марковића у режији Предрага Штрпца; Драма СНП-а, Нови Сад, 2008/09; Оливера Стаменковић, Радоје Чупић